# سام وينتشستر
صامويل "سام" وينشستر هو شخصية خيالية وأحد بطلي المسلسل التلفزيوني الدرامي الأمريكي خارق للطبيعة مع شقيقه الأكبر دين . يجسد شخصيته بشكل أساسي جاريد بادالكي. تم تجسيد إصدارات أخرى من الشخصية بواسطة أليكس فيريس وديلان كينجويل (طفل) وكولين فورد (مراهق) وكولتون جيمس (تبديل الجسم مع جاري فرانكل في الموسم الخامس)
| سام وينشستر           | سام وينشستر |
| --------------------- | --- |
| شخصية خارقة للطبيعة   | |
|                       | |
| الظهور الأول          | " الطيار " (2005) |
| آخر ظهور              | " استمر " (2020) |
| تم إنشاؤه بواسطة      | اريك كريبكي |
| تم تصويره بواسطة      | جاريد باداليكي كولين فورد (مراهق) أليكس فيريس (طفل) ديلان كينجويل (طفل) كولتون جيمس (تبديل الجسم) |
| تم التعبير عنه بواسطة | يويا أوشيدا ( أنمي ، دبلجة يابانية لسلسلة أفلام حية) جاريد باداليكي (أنمي مدبلج باللغة الإنجليزية) |
| معلومات داخل الكون    | |
| كنية                  | سام (من قبل الجميع) سامي، يا عاهرة (من قبل دين) مووس (من قبل كرولي) |
| صِنف                   | إنسان (طفل خاص) شبح (سابقًا) مصاب بداء الكلب (تم علاجه) |
| جنس                   | ذكر |
| إشغال                 | هانتر طالب جامعي سابق ومتقدم لكلية الحقوق، مدرب على السحر (يقوم بالتدريس روينا) |
| عائلة                 | - دين وينشستر (الأخ الأكبر) - جون وينشستر (الأب) - ماري وينشستر (ني كامبل)(الأم) - دين وينشستر الثاني (الابن) - آدم ميليجان (الأخ غير الشقيق الأصغر لأبيه) - ديانا كامبل (الجدة من جهة الأم) - صموئيل كامبل (الجد من جهة الأم) - هنري وينشستر (الجد من جهة الأب) - ميلي وينشستر (الجدة من جهة الأب) |

## تطوير
تم إنشاء سام وينشستر بواسطة إريك كريبك ، مبتكر ومنتج العرض الأصلي لـ Supernatural ، عندما قدم عرضًا إلى WB حول شقيقين يحققان في ما هو خارق للطبيعة.  اسم سام هو تكريم لـ Sal Paradise في رواية رحلة الطريق لجاك كيرواك On the Road ، مرتبطًا بمفهوم كريبك لمسلسل تلفزيوني أمريكي عن رحلة برية.  كان من المقصود أن يكون لقب الأخوين "هاريسون" كإشارة إلى الممثل هاريسون فورد ؛ ومع ذلك، كان هناك سام هاريسون يعيش في كانساس، لذلك كان لا بد من تغيير الاسم لأسباب قانونية.  من خلال الجمع بين اهتمامه بمنزل وينشستر الغامض ورغبته في إعطاء المسلسل شعور "الغرب الحديث"، استقر كريبك على لقب "وينشستر". سام وشقيقه دين من لورانس، كانساس ، بسبب قربها من مقبرة ستول ، وهو موقع مشهور بأساطيره الحضرية.  جاريد باداليكي، الذي يصور سام وينشستر، كاد أن يُرفض لهذا الدور لأنه صور شخصية من ذوي الياقات الزرقاء ليس لديه تطلعات إلى الكلية لدوره كدين فورستر في جيلمور جيرلز ، لكنه فاز بفرصة الاختبار بعد أن أشار مديره إلى أن الممثل كان باحثًا وطنيًا،  حيث أكسبته كيميائه مع جينسن أكليس الدور.

## خلفية
وُلِد سام في 2 مايو 1983 لوالديه جون وماري وينشسترفي لورانس بولاية كانساس . وهو أحد الشخصيتين المحوريتين في المسلسل، إلى جانب شقيقه الأكبر دين ، الذي يكبره بأربع سنوات.  سُمي على اسم جده لأمه، صمويل كامبل ،  وهو ينحدر من سلالة من الصيادين الخبراء من جانب والدته ورجال الأدب من جانب والده، على التوالي.
يتم استكشاف طفولة سام في شكل ذكريات الماضي (وكذلك الحوار في الوقت الحاضر) في حلقات طوال المسلسل.
عندما كان سام يبلغ من العمر ستة أشهر، ابتلع حريق هائل والدته ماري (صائدة مخلوقات متقاعدة) من قبل الشيطان ذو العيون الصفراء أزازيل (أحد أمراء الجحيم الأربعة). لم يكن موتها متعمدًا، بل كان نتيجة لمقاطعتها العرضية لزيارة أزازيل لسرير سام في الليل - وهو خيار تعاقدي حصل عليه أزازيل بموافقة ماري قبل سنوات من ولادة سام، والذي كان أزازيل يمارسه الآن من أجل تغذية سام بدمه الشيطاني لمنحه قوى نفسية . تم إنقاذ سام من حريق المنزل الذي أعقب ذلك من قبل والده، ثم أعطاه بعد ذلك إلى دين البالغ من العمر أربع سنوات ليحمله خارجًا، لكن ماري ماتت بشكل مأساوي.  منذ ذلك الحدث، شعر دين بالمسؤولية عن سام وأصبح حامي سام بحكم الأمر الواقع، ويرجع ذلك إلى حد كبير إلى غياب والدهما عندما كان بعيدًا لتتبع أزازيل.
قضى سام ودين طفولتهما في التنقل من مدينة إلى أخرى كل بضعة أسابيع بينما كان والدهما يطارد الكائنات الخارقة للطبيعة ، سعياً للانتقام من قاتل والدتهما. ونتيجة لذلك، عاشا طفولة مقتصدة وكافحا لتكوين علاقات طويلة الأمد مع الآخرين. اعتقد سام أن والدته ماتت في حادث سيارة وأن والده كان بائعًا متجولًا، حتى سن الثامنة (1991)، عندما قرأ مذكرات جون الدقيقة المكتوبة بخط اليد، والتي تصف التفاصيل المعقدة لمطارداته (بالإضافة إلى الأدب المتعلق بالمخلوقات والفهرسة المهووسة للبشائر الشيطانية المتعلقة بعزازيل)، مما أجبر دين على تأكيد وجود ما هو خارق للطبيعة .  بعد فترة وجيزة، فكر سام بجدية في الفرار من حياته، باعتباره هاربًا، مع صديقه الخيالي ، سولي(1991)، لكنه رفض في النهاية فرصة الهروب وطرد سولي من حياته. بدأ سام الصيد إلى جانب شقيقه ووالده في سن 8-12 عامًا، وتولى مسؤوليات متزايدة في الوقت الذي ترك فيه دين الرعاية المؤقتة في سوني (1995)؛  ومع ذلك، بدأ يرغب في حياة طبيعية بدون وحوش مرة أخرى. بعد عامين (1997)، اهتم أحد المعلمين، السيد وايت ، بسام، وشجعه على شق حياة بعيدًا عن "أعمال العائلة" عند قراءة مهمته الكتابية: قصة مبكرة عن مطاردة المستذئبين ، والتي فسرها وايت على أنها استعارة ودراسة شخصية متعمقة حول ديناميكيات الأسرة.  طوال بقية سنوات مراهقته، استمر في تقديم الدعم لجون ودين، بما في ذلك بصفته استشارية لمطاردة كيتسوني(1998) والتي تعثر فيها شخصيًا فيما يتعلق بشكل مباشر بلقاء المراهقة إيمي بوند . في سن التاسعة عشرة، وبعد جدال حاد مع جون، التحق سام بجامعة ستانفورد ، وبالتالي انفصل أخيرًا عن عائلته وحملة الصيد الخاصة بهم، حتى تكشفت أحداث القصة الرئيسية في الموسم الأول، مما أعاده إلى دور إنقاذ الناس.

## خطوط القصة

### الموسم الأول
في بداية المسلسل، سام البالغ من العمر 22 عامًا طالب في السنة الأخيرة في جامعة ستانفورد، في عملية التقديم لكلية الحقوق . لدى سام أيضًا صديقة، جيسيكا، يعيش معها ويخطط للزواج سراً. ومع ذلك، في إحدى الليالي، يطلب شقيقه دين مساعدته بعد اختفاء والدهما جون. يرافق سام شقيقه في النهاية. بعد هزيمة امرأة ترتدي اللون الأبيض واكتشاف درب يقودهم إلى والدهم، يعود سام إلى ستانفورد حيث يشهد وفاة جيسيكا على يد شيطان - بنفس الطريقة التي قُتلت بها والدته. هذا يحرضه على الذهاب مع دين للعثور على والدهما وقتل الشيطان من أجل الانتقام لموت والدته وحبيبته.  في الحلقات التالية، يتعامل الأخوان مع مخلوقات أسطورية خطيرة وأساطير حضرية مثل وينديجو ،  ماري الدموية ،  ومتغيري الشكل .  خلال هذا الوقت، بدأ سام يعاني من نوبات من الأحلام المعرفية المسبقة  وأظهر مرة واحدة القدرة على التحريك الذهني .
مع استمرار البحث عن جون، يتجادل سام مع دين باستمرار - في الغالب حول الطريقة التي يطيع بها دين أوامر والده دون سؤال، بينما يشكك سام فيهما ويستاء من معاملة والده لهما باعتبارهما "جنودًا صغارًا مخلصين". انفصل الأخوان في النهاية، حيث ذهب دين للتحقيق في لغز كلفه به والده بينما قرر سام البحث عن والدهما في مكان آخر. يجتمع الاثنان في النهاية بعد اعتذار دين.
في وقت لاحق من الموسم، يتم القبض على جون من قبل الشياطين ، ويتمكن الإخوة من إنقاذه. ومع ذلك، سرعان ما علموا أن الشيطان الذي قتل والدتهم في حوزته جسد والدهم. على الرغم من أن جون يتوسل إلى سام لقتله، إلا أن سام يطلق النار على ساق جون باستخدام كولت ، ويهرب الشيطان. بينما يقود سام والده ودين المصاب بجروح خطيرة إلى المستشفى، تصطدم بهم شاحنة يقودها رجل مسكون بالشياطين، مما يؤدي إلى تدمير سيارة دين إمبالا وإصابة عائلة وينشستر بجروح خطيرة.

### الموسم الثاني
في بداية الموسم الثاني، كان آل وينشستر في مستشفى ناشفيل ، ونجا سام وجون بإصابات طفيفة، بينما كان دين على وشك الموت. في صفقة مع أزازيل ، ضحى جون بروحه ومسدسه في مقابل حياة دين.  بينما كان الأولاد ينعون وفاة والدهم، أعرب سام عن الكثير من الشعور بالذنب لعدم حصوله على فرصة للمصالحة مع جون، مما جعله يعتقد أن والده مات معتقدًا أن ابنه يكرهه.
عندما بدأ الأولاد في اتخاذ دور أكثر نشاطًا في الصيد، بدأ سام في البحث عن أطفال نفسانيين مثله لمعرفة خطة أزازيل.  في النهاية علم سام من دين أنه قبل وفاة والدهما، أخبر جون دين أن أزازيل يخطط لتحويل سام إلى شرير، وأن دين يجب إما أن ينقذه أو يقتله.  على الرغم من غضبه من والده وشقيقه عند معرفة هذا الوحي، قرر سام إنقاذ أكبر عدد ممكن من الناس حتى يتمكن من تغيير مصيره . [  خاتمة الموسم ، تم نقل سام إلى بلدة مهجورة مع أطفال أزازيل الآخرين المختارين. هناك علم بخطط أزازيل: يجب أن يقتل هو والأطفال الآخرون بعضهم البعض حتى يكون هناك ناجٍ واحد - سيقود جيشًا من الشياطين (كمسيح الدجال ). اكتشف سام أيضًا أن جيسيكا قُتلت لأن موتها سيقود سام إلى العودة إلى الصيد وقاطعت ماري أزازيل أثناء عملية تغذية سام بدم الشياطين، وبالتالي قُتلت. كما تم الكشف عن أن ماري كانت تعرف عزازيل بطريقة ما. وعلى الرغم من أن سام يحاول حماية الأطفال الآخرين، إلا أن العديد من المعارك تندلع، ويقتل الأطفال واحدًا تلو الآخر. وفي النهاية، لم يتبق سوى جيك تالي وسام، وعند هذه النقطة طعن جيك سام.  مات سام بين ذراعي دين.
في أعقاب ذلك، يتاجر دين اليائس والضائع بروحه مع شيطان مفترق الطرق مقابل إحياء سام . بمساعدة زملائه الصيادين بوبي سينجر وإيلين هارفيل ، يتعقب سام ودين جيك، لكنهما غير قادرين على منعه من فتح بوابة إلى الجحيم بأوامر من أزازيل. ومع ذلك، يخضع سام جيك ويقتله بدم بارد. في النهاية تمكن بوبي وإيلين من إغلاق البوابة بينما يقاتل سام ودين أزازيل. بمساعدة روح جون، يقتل دين أخيرًا أزازيل ويشارك جون لحظة عاطفية مع أبنائه قبل المضي قدمًا أخيرًا. بعد ذلك، يعلم سام أنه مات وأن دين باع روحه لإعادته. ثم يعد دين بأنه سينقذه مهما كلف الأمر.

### الموسم الثالث
يستمر سام في فعل كل ما بوسعه لإنقاذ دين من الذهاب إلى الجحيم؛ يبدأ في أن يصبح أكثر قسوة ومستعدًا لقتل أي شيء شيطاني حتى لو كانت فريسته نصف بشرية (أي البشر الممسوسين بالشياطين)،  السحرة البشر ،  وحتى جوردون ووكر ، الذي أصبح مصاص دماء .  يكشف سام لاحقًا أنه يحاول أن يصبح أكثر شبهاً بدين حتى إذا فشل في إنقاذ روح دين، فهو مستعد لمواجهة عالم مليء بالشياطين بمفرده.
كما يشهد الموسم الثالث أيضًا تقديم الشيطانة روبي ،  التي تحاول كسب ثقة سام من خلال مساعدة الإخوة في إصلاح كولت ،  وإنقاذهم عدة مرات، وإخبار سام أنها تستطيع إنقاذ دين من الجحيم،  على الرغم من أنها في الواقع لا تستطيع ذلك.  تكشف روبي أيضًا أنه بسبب رفض سام قيادة جيش الشياطين، ملأ شيطان آخر يدعى ليليث فراغ السلطة ويقود الجيش بينما يحمل نوايا لقتل سام؛  كما تم الكشف عن أنها تحمل عقد دين لروحه.
في نهاية الموسم ، يواجه سام ودين، المسلحان بسكين روبي القاتلة للشياطين ، ليليث في محاولة أخيرة لإنقاذ روح دين. يصاب سام بالعجز بسبب ليليث ويضطر إلى مشاهدة شقيقه يُقتل على يد كلب جهنم . ثم تحاول ليليث قتل سام؛ ومع ذلك، لا تؤثر قواها عليه وتهرب، تاركة سام يبكي مع جثة دين المشوهة.

### الموسم الرابع
بعد أربعة أشهر من نهاية الموسم الثالث، يستيقظ دين في قبره ويحاول الخروج منه. يلتقي هو وبوبي مع سام في أحد الفنادق، حيث يلتقي سام المذهول بدين بسعادة. أثناء محاولتهما معرفة كيف عاد دين من الجحيم، يواجه دين وبوبي الكائن الذي أعاده إلى الحياة، كاستيل، الملاك الذي أمره رئيس الملائكة ميخائيل برفع دين من نيران الجحيم وإحياء دين.  يكتشفان أن هذا حدث لأن الملائكة يحتاجون إلى مساعدة دين وسام لإيقاف ليليث، التي تكسر أختام الله الستة والستين. بمجرد كسر جميع الأختام، سيتم تحرير لوسيفر، الملاك الساقط الأول والخصم الرئيسي في حرب الملائكة والشياطين، من الجحيم، مما سيجلب نهاية العالم على الأرض. كما تم الكشف عن أن لوسيفر هو الذي ولد جميع الشياطين بدءًا من ليليث التي أصبحت نشطة الآن. يطور كاستيل صداقة مع دين ويساعده في فهم الأحداث القادمة. يكشف كاستيل أيضًا عن ماضي عائلة وينشيستر ويُظهر لدين الصلة بين الشيطان المتوفى الآن أزازيل وعائلته. يكشف أن والدة دين كانت صيادة وتعمل في القضايا في الوقت الذي كان أزازيل يعقد فيه صفقات مفترق طرق في عام 1973. تعقبت هي وعائلتها الصيادين، عائلة كامبل، الشيطان ذو العيون الصفراء وفي النهاية تم إيقاف الشيطان، ولكن ليس قبل أن يستحوذ الشيطان على والد ماري ووالدتها ويقتلهما ويقتل صديقها آنذاك جون وينشيستر. من المذهل أن أزازيل يعقد صفقة مع ماري لإعادة جون مقابل ديون معينة مستحقة بعد 10 سنوات. عندما احتجت ماري على أن التكلفة هي روحها، قال أزازيل إنه لا يحتاج إلى روحها - فقط معروفًا بعد سنوات. صُدم دين من أن صفقة ماري أسفرت عن حياة دائمة له ولأخيه كصيادين.
يتبين أنه في الأشهر التي قضاها سام بدون دين، كان مكتئبًا، ويشرب كثيرًا، ويحمل رغبة في الموت، وحاول المساومة مع العديد من شياطين مفترق الطرق من أجل استبدال روحه بروح دين. لم يقبل أي منهم العرض. أدرك سام أنه لا يستطيع إنقاذ دين، وخطط لقتل ليليث انتقامًا. اتصل بروبي - الآن في مضيف مختلف - التي علمته كيفية استخدام قواه لطرد الشياطين. بمرور الوقت، أصبح هو وروبي عاشقين ويبدو أنه تجاوز وفاة دين - إلى حد ما، على الأقل.  عندما علم دين بقوى سام وجميع الأسرار التي كان سام يخفيها عنه، رد سام قائلاً إنه يفعل هذا لأن دين يبدو ويعامله مثل غريب.  ثم وعد سام دين بأنه لن يستخدم قواه بعد الآن لكنه خالف الوعد عندما اتضح أن قواه قد تكون ضرورية لمنع نهاية العالم.
خلال Jump the Shark، علم سام ودين بوجود أخيهما غير الشقيق آدم ميليجان، حيث استخدم سام تعاليم والده على آدم بعد أن هاجمته الوحوش. كما علموا أن والدهما كان على علاقة غرامية مع والدة آدم مما أدى إلى ولادته في 24 سبتمبر 1990، وأبقى الأمر سراً حتى يتمكن آدم من عيش حياة طبيعية، على عكس الأولاد. في النهاية، تم الكشف عن أن من قُتل كان غولًا (أراد الانتقام من جون لمطاردة سابقة) وانتحل شخصية آدم، لكن دين أنقذ سام وأحرق الأخوة جسد آدم.
تصبح قوى سام جزءًا مهمًا من الموسم الرابع حيث يظهر أنها تتقلب - في بعض الأحيان تكون ضعيفة جدًا لدرجة أنه بالكاد يستطيع طرد شيطان،  بينما في أوقات أخرى تكون قوية بما يكفي لقتل شيطان.  تم الكشف عن أن شرب دماء الشياطين يجعل قوى سام تنمو أقوى  وفي نفس الوقت يجعله "باردًا" و"متغطرسًا". أصبح سام في النهاية مدمنًا على دماء الشياطين، وهي حقيقة اكتشفها دين قريبًا. بمساعدة بوبي، حبسوا سام في غرفة ذعر محمية  حتى يتمكن من إزالة السموم ، لكن أعراض الانسحاب مؤلمة ويبدأ في تجربة الهلوسة . تمامًا كما أصبحت العملية أسهل بالنسبة لسام، ظهر كاستيل وحرر سام. التقى بروبي وعلم أنه سيحتاج إلى شرب المزيد من دماء الشياطين أكثر مما فعل من قبل من أجل الحصول على القوة لقتل ليليث. وجدهم دين وواجههم وحاول قتل روبي، لكن سام تدخل. يتجادل هو ودين حول كيفية إيقاف نهاية العالم، وعندها يخبر دين سام أنه يتحول إلى وحش، مما يؤدي إلى قتال شرس بين الأخوين. سام هو المنتصر وعندما يغادر، يخبره دين بعدم العودة - تمامًا كما أخبر والدهما جون، منذ سنوات، سام بعدم العودة عندما غادر إلى الكلية.
عندما يبدأ سام في الشعور بالذنب بسبب تخليه عن أخيه، يأسر هو وروبي شيطانًا يعرف مكان ليليث. باستخدام قواه لتعذيب الشيطان، تخبره بالموقع، ولكن عندما يكون سام على وشك شرب دمها، يمنح الشيطان السيطرة لمضيفه البشري، مما يحرض على الشعور بالذنب الشديد في سام. رسالة من دين، تم تعديلها بواسطة الملاك المتلاعب والمتغطرس زكريا، تتلاعب بسام، وتدفعه إلى مواصلة مهمته الأصلية لقتل ليليث؛ ثم يستنزف دم المرأة على أي حال. تذهب روبي وسام إلى دير القديسة ماري في إيلشيستر بولاية ماريلاند ، حيث يجدان ليليث. بينما يحاول سام قتل ليليث، تُغلق روبي الأبواب لمنع دين، الذي وصل للتو، من التدخل. يتردد سام عندما يسمع شقيقه يصرخ من أجله، ولكن عندما تسخر منه ليليث بسبب عجزه عن القيام بالمهمة - حتى بعد أن أصبح وحشًا للقيام بذلك - يقضي عليها، محققًا مصيره الحقيقي باعتباره "الطفل المميز". يؤدي موت ليليث إلى كسر الختم النهائي ويبدأ في تشكيل بوابة للوسيفر. في هذه المرحلة، تكشف روبي أنها كانت تقود سام طوال الوقت حتى يتمكن من كسر الختم. يدخل دين الغرفة أخيرًا ويقتل روبي بسكينها، بينما يمسكها سام في مكانها. يعتذر سام لأخيه بينما يظهر ضوء أبيض بوابة تبدأ في الانفتاح.

### الموسم الخامس
عندما تُفتح بوابة لوسيفر ، يتم نقل سام ودين عن طريق النقل الآني إلى طائرة بواسطة قوة غير معروفة (الله). يفقد سام قواه الشيطانية، مدعيًا أن القوة التي نقلته ودين إلى الطائرة طهرته. يشعر بالذنب الشديد لبدء أرمجدونوسرعان ما يعلم أن أفعاله كشفت عن مصير دين سيكون وعاء رئيس الملائكة ميخائيل لمحاربة لوسيفر. أخبره دين لاحقًا أنه لا يعتقد أنه يستطيع الوثوق بسام بعد الآن بسبب اختيار سام لشيطان على أخيه.  بمرور الوقت، يدرك سام أنه خطير للغاية بحيث لا يمكن مشاركته في الصيد، ويذهب هو ودين في طريقين منفصلين. خلال هذا الوقت، يحاول سام البدء في عيش حياة طبيعية، لكن لوسيفر يقترب منه في أحلامه في هيئة جيسيكا، التي تخبره أن سام هو وعائه الحقيقي بالتزامن مع كون دين هو الوعاء الحقيقي لمايكل.  يقرر سام أن يبدأ الصيد مرة أخرى مع دين لأنه سئم من سيطرة الشياطين على حياته ويسعى إلى التكفير عن بدء يوم القيامة ؛ على الرغم من رفض دين في البداية، بعد إرساله إلى مستقبل كابوسي حيث يرى مدى سوء الأمور بينه وبين سام لعدم وجودهما معًا، يقرر الانضمام إلى سام مرة أخرى.
في بحثهم لإيجاد طريقة لهزيمة لوسيفر، يحاول الإخوة استخدام كولت والبحث عن الله ، ولكن يتبين أن كولت لا يمكنه قتل لوسيفر وأن الله لا يهتم بنهاية العالم.  تجعل هذه الإجراءات دين يقرر أن يصبح وعاء مايكل حتى لو كانت النتيجة النهائية هي موت الملايين من الناس،  ومع ذلك، فإن إيمان سام بدين يسحبه مرة أخرى إلى إيجاد حل آخر.  عند وفاة رئيس الملائكة جبرائيل ، يكتشف الإخوة أنه باستخدام الحلقات من فرسان نهاية العالم الأربعة ، يمكنهم إعادة فتح لوسيفر وحبسه في الجحيم مرة أخرى.  نظرًا لأن دين وسام لديهما بالفعل حلقات الحرب والمجاعة، فإنهما يبحثان عن موقع الطاعون والموت، مما يقود سام إلى مقابلة صديقه القديم في الكلية برادي: الرجل الذي قدم سام إلى جيسيكا والشيطان الذي أمره عزازيل بقتل جيسيكا. على الرغم من رغبته في قتل برادي على الفور، يدرك سام أن برادي مطلوب للعثور على موقع بيستيلنس وبمساعدة الشيطان كرولي يكتشفان مكان الفارس - وبعد ذلك يسمح دين لسام بقتل برادي.
بعد أن استولى كاستيل على خاتم بيستيلنس وسلم الموت خاتمه إلى دين،  قرر كل من بوبي ودين على مضض المضي قدمًا في خطة سام - أي أن يوافق سام على أن يكون وعاء لوسيفر، ثم يقفز إلى القفص ويحاصرهما في الجحيم.  عند وصوله إلى ديترويت ، يتوسل سام إلى دين أن يعيش حياة طبيعية مع حبيبته القديمة ليزا برايدن ويقول وداعًا لبوبي وكاستيل. ثم يشرع في مواجهة لوسيفر، الذي يكشف أنه يعرف خطتهم. نظرًا لعدم وجود خيارات أخرى متبقية، قال سام نعم على أي حال. يضيء ضوء ساطع وينظر دين إلى سام فاقد الوعي وهو يفتح البوابة إلى سجن لوسيفر. على الرغم من أن "سام" يقول إنه يسيطر على لوسيفر، فقد تبين أن لوسيفر كان يسخر من دين فقط. يغلق لوسيفر البوابة ويأخذ الخواتم قبل أن يختفي. في مكان غير معروف، يواصل سام محاربة لوسيفر داخليًا للسيطرة على جسده. أثناء حديثه عبر المرآة، حاول لوسيفر إقناع سام باحتضان اتحادهما من خلال ذبح الشياطين التي كانت تراقب سام طوال حياته.
أثناء مواجهة لوسيفر في مقبرة ستول مع مايكل (باستخدام آدم كوعاء له)، يضرب دين ويضربه على باب الإمبالا. وبينما يوشك لوسيفر على توجيه ضربة قاتلة، يلمح جندي لعبة عالقًا في منفضة السجائر في السيارة مما يثير ذكريات سام عن حشر الجندي هناك عندما كان صبيًا. يسمح الإيقاظ المفاجئ لذكريات طفولة سام وذكريات رابطة الأخوة التي يشاركها مع دين له بالتغلب على لوسيفر واستعادة السيطرة على جسده. يخرج سام الخواتم ويعيد فتح البوابة ويستعد لإلقاء نفسه فيها. بعد أن نفاه كاستيل مؤقتًا، يعود مايكل ويحاول إيقافه، لكن سام يقفز ويسحب مايكل معه أيضًا - محاصرًا لوسيفر ومايكل في قفص لوسيفر. تغلق الأرض مع دين مذهولًا ومدمرًا يراقب. لاحقًا، يظهر أن دين يفي بوعده لسام وعاد للبحث عن ليزا. بينما يجلس معها وبن لتناول العشاء، ينطفئ ضوء الشارع بالخارج، وتحته، لسبب غير مفهوم، سام يراقب الثلاثة سراً بنظرة فارغة على وجهه.

### الموسم السادس
لقد مر عام تقريبًا منذ ذهب سام إلى الجحيم، وعاد إلى دين بعد إنقاذه من تسمم الجن . عند لم شملهم، كشف سام أنه عاد طوال هذا الوقت بحثًا عن أي قوة أعادته ويصطاد مع جانب والدته من العائلة، عائلة كامبل، بقيادة جدهم صموئيل الذي أُعيد إلى الحياة أيضًا.  أثناء الصيد مع سام مرة أخرى، لاحظ دين بسرعة مدى اختلاف تصرفاته. ويشمل ذلك استخدام طفل كطعم، والسماح لطفل بالخضوع لعلاج معذب للحصول على معلومات، والسماح لدين بأن يصبح مصاص دماء. بعد مواجهة الإلهة ، تساءل فيريتاس ودين وكاستيل عن سلوك سام. ثم يكشف كاستيل أن روح سام ليست معه ولا تزال محاصرة في قفص لوسيفر.  يتبين أن كرولي أعاد سام وصامويل كامبل حتى يتمكنا من مساعدته في العثور على المطهر ، الحياة الآخرة للوحوش، وأن صموئيل كان يعمل لصالحه. ثم يذكر كرولي أنه إذا ساعده سام ودين فسوف يعيد روح سام، ولكن إذا لم يساعداه فسوف يرسل سام إلى الجحيم.  على الرغم من أن سام لا يزال يحتفظ بذكرياته، وما يحبه، وما يكرهه، وقادر على اتخاذ قرارات عقلانية، إلا أنه خالٍ تمامًا من المشاعر ويبدو غير إنساني تقريبًا.
بناءً على طلب دين، يستعيد الموت روح سام من القفص ويعيدها إليه في نهاية الحلقة الأخيرة من منتصف الموسم السادس "الموعد في سامراء". يمنح الموت عقل سام "جدارًا واقيًا" لمنع أي آثار سلبية قد تحدث له بخلاف ذلك، لكن الموت يحذره أيضًا من خدش الجدار الذي بناه، وإلا فإن ذكرياته من الجحيم ستدمره. ومع ذلك، في محاولة لتشتيت انتباه دين وبوبي أثناء محاولته دخول المطهر، هدم الجدار، مما تسبب في النهاية في تذكر سام لوقته في الجحيم. في الحلقة الأخيرة من الموسم، يقضي سام جزءًا كبيرًا من الحلقة في محاولة استعادة روحه المحطمة، بما في ذلك ذكريات ذاته بلا روح وذاته المعذبة. بمجرد اكتماله، يستيقظ، رغم أنه لا يزال يكافح رؤى القفص التي تحملتها روحه.

### الموسم السابع
بعد أن أدت أفعال كاستيل إلى إطلاق سراح الليفيثان - أول وحوش الله - تُرك سام يكافح من أجل استعادة ذكرياته عن وقته في الجحيم، حتى لو ظل مكرسًا لمساعدة دين والآخرين في إيقاف الليفيثان. خلال هذا الوقت، التقى بصديقته القديمة كيتسون ، إيمي بوند، التي أصبحت متعهدة دفن تتغذى على الموتى لإعالتها، على الرغم من أن دين قتلها مع ذلك عندما اكتشف أنها كانت تقتل لمساعدة ابنها المريض. بينما يعاني سام من هلوسات لوسيفر يسخر منه بفكرة أنه لا يزال في الجحيم، يحاول في البداية السيطرة عليها من خلال التركيز على الجروح التي يعاني منها في العالم الحقيقي، لكن الأمور تزداد سوءًا عندما يضطر إلى الاعتماد على المعلومات من الهلوسة لإنقاذ دين. مع تدهور حالته العقلية، يتخلى سام عن النوم لوقف رؤاه، لكنه يُرسل إلى ملجأ عندما تصدمه سيارة أثناء هروبه من لوسيفر. أثناء محاولته العثور على معالج قد يكون قادرًا على إصلاح سام، يلتقي دين بكاستيل المصاب بفقدان الذاكرة، والذي عندما استعاد قواه الكاملة، ضحى بنفسه بتلقي الضرر العقلي لسام. يظهر أن سام يشعر بالذنب الشديد بشأن هذا الأمر ويرفض الأمل في أن شبح بوبي قد يساعدهم بعد فشل محاولة التواصل معه. يشعر سام بالسعادة في البداية عندما يظهر أن شبح بوبي موجود لمساعدتهم، لكنه يغير رأيه بعد أن أظهر بوبي المزيد والمزيد من علامات التحول إلى روح انتقامية. أثناء المعركة النهائية في سوكروكورب، ينقذ سام كيفن تران - نبي يمكنه قراءة كلمة الله - ويصاب بالرعب لسماع خطة ديك رومان لقتل جميع الأشخاص النحيفين في العالم من خلال السم الموجود في كريمة القهوة الخاصة بهم. يتوجه هو وكيفن إلى المختبر حيث يجدان ديك رومان يُقتل على يد دين وكاستيل. بعد انفجار ديك، يختفي دين وكاستيل ويظهر كرولي ويأخذ كيفين، ويترك سام بمفرده تمامًا، دون أن يعرف أن دين وكاستيل محاصران الآن في المطهر.

### الموسم الثامن
العام الذي قضاه سام بينما كان دين وكاستيل محاصرين في المطهر تم الكشف عنه من خلال العديد من لقطات الماضي في النصف الأول من الموسم. الآن ترك بمفرده، يعتقد سام أن دين قد قُتل عندما انفجر ديك، ويتوقف عن الصيد. بعد عدة أشهر، دهس عن طريق الخطأ كلبًا ضالًا، وفي حالة ذعر، أخذه إلى مستشفى للحيوانات. أقنعت الطبيبة البيطرية التي أنقذت حياة الكلب - أميليا ريتشاردسون - سام بتحمل مسؤولية الضال من خلال تبنيه.  على الرغم من البداية الصعبة، وقعت سام وأميليا في الحب وحتى اشتريا منزلًا معًا في كيرميت، تكساس.  اكتشفوا لاحقًا أن زوجها دون، الذي كانت تعتقد أنه قُتل في العمل ،  كان لا يزال على قيد الحياة بالفعل.  يريد سام البقاء مع أميليا، لكنه قرر في النهاية المغادرة ومنحها الفرصة للتواصل مع دون مرة أخرى.
في الحلقة الأولى من الموسم "نحتاج إلى التحدث عن كيفن"، يلتقي سام بدين ويعلم أن دين قد هرب للتو من المطهر؛ وعند معرفة ما كان يفعله سام في العام الماضي، يشعر دين بالانزعاج لأن سام لم يحاول حتى إنقاذه أو الاستمرار في الصيد. يكتشفان أن كيفن تمكن من الهروب من كرولي قبل ستة أشهر وترك لسام سلسلة من الرسائل الصوتية اليائسة، متوسلاً للمساعدة. يشعر سام بالذنب وينضم إلى دين في تعقب كيفن، الذي يكشف أنه اكتشف مقطعًا في كلمة الله من شأنه أن ينفي جميع الشياطين من الأرض إلى الأبد.  تتطلب التعويذة إجراء ثلاث تجارب من قبل شخص واحد. على الرغم من أن دين يحاول القيام بذلك بنفسه من أجل حماية سام من أي عواقب محتملة للتجارب، إلا أن سام ينتهي به الأمر بإكمال التجربة الأولى (قتل كلب الجحيم والاستحمام في دمه) في "التجربة والخطأ" لحماية دين؛ يقنع شقيقه بالسماح له بإنهاء الباقي من خلال التفكير في أن دين سيكون على استعداد للتضحية بنفسه من أجل التجارب بينما سيقاتل سام حتى يتمكن كلاهما من العيش. ومع ذلك، فإن خوض التجارب سرعان ما يبدأ في "إلحاق الضرر" بسام، الأمر الذي يثير قلق دين.
بعد لقاء بيني - مصاص الدماء الذي ساعد دين على الهروب من المطهر مقابل قيام دين بإحيائه  - في نهاية "Blood Brother"، يشك سام به على الفور، ويطلب من مارتن (صديق والدهم الذي ظهر سابقًا في "Sam, Interrupted" للموسم الخامس) مراقبة بيني. يتصل مارتن بسام في "Citizen Fang" ليخبره أنه يعتقد أن بيني قتل شخصًا ما، ويحضر عائلة وينشستر إلى كارينكرو، لويزيانا، للمساعدة في التحقيق. ومع ذلك، عند تلقي رسالة نصية طارئة من أميليا وعدم تمكنه من الوصول إليها، يبكي سام على كيرميت. يجد أميليا سعيدة مع دون، ويدرك أن الرسالة كانت خدعة من دين لتحويله عن بيني. غاضبًا، يرفض سام في البداية الاستمرار في الصيد مع دين في الحلقة التالية. كاستيل - الذي تم إنقاذه بشكل غامض من المطهر - يطلب مساعدته في إنقاذ الملاك ساماندريل من التعذيب على يد كرولي، مما أجبر الأخوين على العمل معًا على مضض مرة أخرى. عندما أجبره كل من دين وأميليا على الاختيار، قرر سام العودة إلى شقيقه وتكريس نفسه بالكامل لختم الجحيم على العودة إلى حياته الطبيعية مع أميليا.  في هذا الوقت تقريبًا، التقى سام ودين بجدهما لأبيهما هنري وينشستر الذي سافر عبر الزمن واكتشفا أنه من خلاله، أصبحا إرثًا لجمعية سريةمنقرضة من جامعي المعلومات والتحف الخارقة للطبيعة والمعروفة باسم رجال الحروف. على الرغم من تمكنهما من إخضاع أبادون الشيطاني ، الذي طارد هنري إلى الحاضر، إلا أن جدهما قُتل، تاركًا سام ودين الرابط الأخير لرجال الحروف.  ثم ورثوا مخبأ رجال الحروف باعتباره موطنهم الحقيقي الأول.
يكمل سام المحاكمة الثانية - إنقاذ روح بريئة (في هذه الحالة، بوبي) من الجحيم وإرسالها إلى الجنة - في "سائق التاكسي" بمساعدة بيني، الذي يضحي بنفسه في عملية توجيه سام وبوبي للخروج من الجحيم وبالتالي يتسبب أخيرًا في اعتراف سام لدين بأنه كان مخطئًا بشأن بيني.  لسوء الحظ، تفاقم مرض سام بسبب المحاكمات إلى الحد الذي منعه فيه دين مؤقتًا من الصيد بسبب قلقه على حالته.  ومع ذلك، يظل سام مصممًا على إنهاء المحاكمات وختم الجحيم لأنه، بالنظر إلى جميع الأوقات التي خذل فيها دين في الماضي (مثل عدم البحث عنه عندما كان في المطهر) على أنها أسوأ خطاياه، فقد أصبح مهووسًا بعدم خذلان دين بعد الآن.  يحاول هو ودين استخدام أبادون للمحاكمة الثالثة، وهي استعادة إنسانية شيطان، لكنها تهرب بينما يشتت انتباههما اتصال من كرولي، الذي بدأ في قتل كل من أنقذوه لإجبارهم على إلغاء المحاكمات.  بعد أن قتل كرولي حبيبة سام ، سارة بليك من الموسم الأول "Provenance"، يشعر سام بالدمار ويفكر لفترة وجيزة في الاستسلام لمطالب كرولي، لكنه ودين تظاهرا في النهاية بالاستسلام لإغراء كرولي إليهما وأسره في الحلقة الأخيرة من الموسم "Sacrifice" حتى يتمكنوا من استخدامه للمحاكمة الثالثة بدلاً من ذلك. يكون سام على وشك استعادة إنسانية كرولي بالكامل عندما يكتشف دين أن إكمال المحاكمات سيقتل سام. على الرغم من أن سام، بعد أن وقع في شعور عميق بالذنب واليأس بسبب شعوره بأنه دائمًا ما يخيب أمل دين، يريد إنهاء التجارب على أي حال، إلا أن دين يؤكد له أنه لن يكون هناك شيء أكثر أهمية منه ويتمكن من تهدئته. ومع ذلك، تظل آثار التجارب قائمة، مما يترك سام في حالة يرثى لها في اللحظات الأخيرة من النهاية.

### الموسم التاسع
في الحلقة الأولى من المسلسل، "أعتقد أنني سأحب ذلك هنا"، يقترب سام من الموت؛ حيث يتبين أن التجارب أحرقت أعضائه الداخلية بشدة، كما قطعت تدفق الأكسجين إلى دماغه ، وأنه ليس لديه أي فرصة للبقاء على قيد الحياة تقريبًا. بعد أن دخل في غيبوبة ، رأى سام حلمًا أدرك فيه أنه يحتضر ويكافح بين ما إذا كان يجب عليه حتى محاولة القتال أم لا، واختار في النهاية ترك نفسه يموت مع ضمان أنه هذه المرة لا يمكن إحياؤه والتسبب في المزيد من الضرر. ومع ذلك، تم استدعاء الملاك جادريل من قبل دين لإنقاذ سام بأي وسيلة ضرورية. متنكرا في هيئة دين، أقنع جادريل سام بالسماح له بإنقاذه ووافق سام، وأعطى الإذن لجادريل عن غير قصد حتى يتمكن الملاك من امتلاكه بسبب سؤال جادريل الغامض. قضى جادريل الحلقات الثماني التالية في شفاء سام من الداخل دون أن يدرك سام ذلك. في الواقع، سام غير مدرك تمامًا لوجود جادريل، حيث يقضي الملاك معظم هذا الوقت كامنًا في العقل الباطن لسام، ويبذل هو ودين قصارى جهدهما لمنعه من اكتشاف ذلك لأن سام قد يطرد جادريل قبل الأوان إذا اكتشف ذلك.
في الحلقة اللاحقة "رحلة على الطريق"، ينبه كراولي سام إلى استحواذ جادريل عليه، وعند هذه النقطة يلغي إذنه ويطرد جادريل بالقوة من جسده بأمر الملاك بالخروج. ولدهشته، يكتشف أيضًا أن جادريل قتل كيفن باستخدام جسده لإثبات ولائه لميتاترون . يشعر سام بالفزع والغضب من مدى ما سيذهب إليه دين لإبقائه على قيد الحياة، ويشعر بالخيانة لأن دين لم يساعد جادريل في امتلاكه وإخفاء الحقيقة عنه فحسب، بل وأقنعه أيضًا بعدم إنهاء التجارب وبالتالي إبقاء أبواب الجحيم مفتوحة والسماح للشياطين بمواصلة إحداث الفوضى، وكل ذلك لإبقاء سام على قيد الحياة. يسمح سام لدين الذي يعاني من الشعور بالذنب بالمغادرة في نهاية الحلقة. في الحلقة التالية "المولود الأول"، يعمل سام مع كاستيل لاستخراج جزء متبقي من نعمة جادريل (طاقة ملائكية) حتى يتمكنوا من تعقبه. يشعر سام بالذنب إزاء الوفيات التي كان بإمكانه منعها، وخاصة وفاة كيفن، فيحث كاستيل على استخراج كل النعمة التي لا تزال بداخله، حتى لو كان ذلك قد يقتل سام لأن النعمة تمنعه من العودة إلى حالته المميتة قبل امتلاكه. ومع ذلك، يرفض كاستيل المخاطرة بحياة سام. ونتيجة لذلك، فإن مقدار النعمة التي يجمعانها غير كافٍ لتعقب جادريل.
يصادف سام دين في نفس القضية في "أسنان حادة". وعلى الرغم من أن دين يحاول تحويل سام عن القضية حتى لا يضطرا إلى العمل معًا مرة أخرى، إلا أن سام يكشف عن استعداده للعمل مع دين مرة أخرى طالما كان ذلك على أساس مهني بحت، ويخبره أنهما لا يستطيعان العمل على أساس أخوي بعد الآن لأن دين فقد ثقته. في نهاية "التطهير"، يرد سام على محاولات دين لتبرير قراراته قائلاً إن اختيارات دين ليست غير أنانية كما يصورها دين وأنه لم يكن ليفعل ما فعله دين لو كان في نفس الموقف، الأمر الذي يجعل دين يصمت.
يبدأ الاثنان في النهاية في العودة معًا حيث يتعلم سام المزيد عن تاريخ وخطط أبادون بعد أن علم أنها كانت تأخذ الأرواح بينما تترك الضحايا "أحياء"، تمامًا كما فعل بعد هروبه من الجحيم. تمكنوا في النهاية من تحديد موقع بوابة إلى الجنة تسمح لكاستيل باحتجاز ميتاترون بينما يقتل دين أبادون بالشفرة الأولى - التي حصل عليها من كين نفسه والسلاح الوحيد القادر على قتل فارس من فرسان الجحيم - لكن كاستيل تُرك ليموت بسبب النعمة التي سرقها لاستعادة قواه بينما يتحول دين إلى شيطان بسبب تأثير الشفرة الأولى.

### الموسم العاشر
بعد قضاء ستة أسابيع في تعقب دين المتحول - إلى جانب مواجهة قصيرة مع رجل يُدعى كول قُتل والده على يد دين في رحلة صيد سابقة - تمكن سام من القبض على دين أثناء تشتيت انتباهه، وأعاده إلى المخبأ لعلاجه بعلاج الشيطان. على الرغم من محاولات الشيطان دين لتقويض علاقته بسام من خلال منظوره المشوه شيطانيًا، تمكن سام في النهاية من علاج دين وإعادته إلى الإنسانية، على الرغم من استمراره في القلق بشأن الحالة العاطفية لدين بعد وقته كشيطان واحتمال أن علامة قابيل يمكن أن تحوله مرة أخرى. بعد أن قتل دين سلفه قابيل، سئم سام من أخيه ويريد تحريره من اللعنة.
عندما يلتقي دين بالموت، يعرض عليه إبعاد دين عن المجتمع بشرط أن يقتل سام لأنه من المرجح أن يتدخل. وعلى الرغم من موافقته في البداية، إلا أن سام كاد أن يُقتل على يد دين الذي سرعان ما يستسلم ويقتل الموت بدلاً منه. ومع ذلك، وبسبب مؤامرات سام السابقة، تتم إزالة العلامة ويتم إطلاق العنان للظلام بغض النظر عن ذلك.

### الموسم 11
مع إطلاق العنان للظلام، انطلق سام ودين لمحاولة العثور على الظلام، لكنهما اهتزتا عندما علمتا أن الكيان الذي يطاردانه هو أخت الله، التي سجنها الله ورئيس الملائكة حتى يتمكن من خلق العالم. تتجلى سام في هيئة روح بشرية تطلق على نفسها اسم أمارا، وتعلم أن دين ينجذب إليها من رابطة أبدية حيث كان دين هو من حررها، لكن الأمور أصبحت أكثر تعقيدًا عندما وافق كاستيل على العمل كوعاء للوسيفر عندما أصبح مقتنعًا بأن رئيس الملائكة فقط لديه أي فرصة ضد أمارا. تفشل هذه الاستراتيجية - يُعتقد أنها بسبب وضع لوسيفر كرئيس ملائكة ساقط - لكن آل وينشستر اتصلوا في النهاية بالإله الحقيقي، الذي تم الكشف عنه الآن أنه تشاك سورلي، المؤلف الذي كتب أناجيل وينشستر، والذي تمكن من إحلال السلام مع أمارا والمغادرة. يعتقد سام لفترة وجيزة أن دين قد مات ويتم اختطافه من قبل امرأة غامضة.

### الموسم 12
يتم اختطاف سام من قبل الفرع البريطاني من رجال الأدب الذين يعذبونه ولكنه يقاوم. يجتمع سام لاحقًا مع شقيقه ووالدته ويهاجمون عائلة وينشيستر لمحاولة السيطرة على الصيادين في أمريكا ويترك لوسيفر هاربًا في محاولة للعثور على سفينة جديدة. في النهاية يأخذ لوسيفر رئيس الولايات المتحدة كقارب، لكن عائلة وينشيستر قادرة على نفيه من هذا المضيف.
بينما يكتشف آل وينشستر أن لوسيفر حملت بطفل أثناء امتلاكه للرئيس، تُركوا لحراسة والدة الطفل بينما تستكشف ماري إمكانية التحالف مع رجال الأدب البريطانيين. على الرغم من أن كاستيل يستنتج أن طفل لوسيفر يستحق الحماية، إلا أن التحالف المحتمل مع رجال الأدب ينتهي عندما تثبت المجموعة أنها قاسية بشكل مفرط، لدرجة قتل الصيادة إيلين ليهي ، التي ساعدت آل وينشستر في قضية لأنها قتلت عن طريق الخطأ أحد أعضائهم.

### الموسم 13
يتمكن آل وينشستر في النهاية من نفي لوسيفر إلى عالم موازٍ حيث حدثت نهاية العالم "في الموعد المحدد"، في عام 2012، لكن هذه الخطة أتت بنتائج عكسية عندما نبه لوسيفر النسخة البديلة لمايكل إلى وجود العالم الأصلي، بالإضافة إلى تركهم مع تعقيد محاولة تربية ابن لوسيفر البالغ فجأة، جاك كلاين. (جاك يبلغ من العمر 6 أشهر، حسب الترتيب الزمني). يرتبط سام بجاك الذي يأتي قريبًا لرؤية آل وينشستر وكاستيل المُبعث كـ "والديه"، بينما يكتسبون حليفًا جديدًا عندما يكتشفون أن غابرييل نجا من وفاته، في الموسم الخامس، ولكن على الرغم من أنهم قادرون على العودة إلى عالم نهاية العالم لإنقاذ العديد من البشر (بما في ذلك الإصدارات البديلة لبوبي سينجر وتشارلي برادبري)، إلا أن مايكل البديل ولوسيفر يتبعونهم إلى هذا العالم.
بعد أن وجد سام نفسه عاجزًا عن إيقاف لوسيفر بعد أن استعان بنعم جاك لشحن قواه الخاصة، هزمه رئيس الملائكة حتى وافق دين على العمل كوعاء لمايكل. شاهد سام دين يهزم لوسيفر، لكنه أصيب بالذهول عندما استولى مايكل على جسد دين بعد وفاة لوسيفر.

### الموسم 14
باستخدام مايكل لجسد دين، يقضي سام الأسابيع القليلة التالية في قيادة لاجئي عالم نهاية العالم في عمليات الصيد أو التكيف مع العالم الجديد. يستخدم سام لاحقًا سمعته كصياد أسطوري لإلغاء منصب حاكم الجحيم لأي شيطان يسعى إلى السيطرة على الجحيم.
يجتمع سام مع شقيقه لفترة وجيزة عندما يتخلى مايكل عن دين لمواصلة خططه الخاصة بينما يضعف رغبة دين في المقاومة، ولكن على الرغم من أن مايكل يتخذ دين في النهاية كوعاء له مرة أخرى، إلا أن دين يتمكن بمساعدة عائلته من حبس مايكل في اللاوعي. عندما يبدأ دين في إنشاء صندوق مالك، يتم إخبار سام بخطة شقيقه لكن دين يقبل حجة سام بأنهما سيحاولان إيجاد طريقة أخرى أولاً.
يجتمع سام مع والده لفترة وجيزة بعد أن تمنحه لؤلؤة ذات قدرات سحرية ما يرغب فيه قلبه. وعلى الرغم من أن دين كان يأمل أن تزول رغبة قلبه من رأسه، إلا أن لم شمل الأسرة كان مؤثرًا للغاية. اضطر جون إلى العودة إلى زمنه قبل أن ينشأ خط زمني بديل.
لا يزال سام يتخلى عن خطته لإغلاق نفسه في صندوق مالك، ويرافق دين وكاستيل وجاك في رحلة صيد روتينية إلى حد ما. أثناء ذلك، يعتني سام بدين عندما يفقد وعيه فقط ليستيقظ ويجد أن مايكل قد أفلت من عقله. بعد ذبح العديد من الصيادين في أعقابه، يعذب مايكل آل وينشستر ولكن يواجهه ويقتله جاك كلاين، الذي يستخدم روحه للسحب من قدراته الملائكية. بقتل مايكل، لم يحرق جاك روحه فحسب، بل امتص أيضًا نعمة مايكل، وأعاده إلى حالته القوية كنيفيليم. بسبب هذا، أصبح سام أكثر قلقًا بشأن حالة روح جاك.
بالتوازي مع هذا، يشارك نيك، وهو سفينة لوسيفر السابقة، في خطة لإحياء لوسيفر من الفراغ. يتمكن جاك من إيقافه في عملية قتل بشعة تترك ماري وينشستر في حالة من القلق العميق. يشعر جاك بالإحباط ويستخدم قواه عن طريق الخطأ لقتل ماري. يكتشف دين وفاة والدته ويدخل في نوبة غضب مدفوعة بالحزن. في مهمة لقتل جاك، يظهر تشاك، ويزود بمسدس سيفعل بحامله ما يفعله بالضحية. يصاب سام بالصدمة عندما يقبل دين هذا كحل لغضبه المتزايد تجاه جاك، لكن سام يصبح متشككًا في نية الله وسرعان ما يجد دين يصوب بشكل مباشر على جاك. يدرك دين أن هذا ليس الحل ويسقط المسدس، مما يثير استجابة غاضبة من تشاك. يبدأ سام ودين وكاستيل في إدراك أن حياتهم لم تكن أكثر من مجرد ترفيه لتشاك، بينما يسحب الخيوط. يقتل تشاك جاك ويطلق سام النار على الإله الذي سرعان ما يطلق سراح كل الأرواح الشريرة من الجحيم لمهاجمة الثلاثي في عرض درامي للإحباط، مع عبارة تمهيدية "انتهت القصة. مرحبًا بكم في النهاية". يتخذ سام وضعية قتالية مميزة بينما يبتلعه السرب هو وأخيه وكاستيل.

### الموسم 15
بعد أن يحطم تشاك أبواب الجحيم، يتعامل سام ودين وكاستيل مع الآثار المترتبة على التعامل مع حشد من الزومبي والأشباح. وفي الوقت نفسه، يكتشف سام من خلال الكوابيس ومضات ما يعتقد أنها ذكريات الله أنه متصل بتشاك من خلال الجرح الناتج عن طلق ناري لا يلتئم. وبينما يحدث كل هذا، يتعامل سام مع شعوره بالذنب بسبب قتل روينا بينما يقترب أيضًا من إيلين، بعد أن أعاد إحيائها بتعويذة.
يوقع تشاك إيلين وسام في الفخ ويجبر سام على رؤية مستقبلات محتملة متعددة، حيث كان ما يمنع جرح الرصاصة من الالتئام هو أمل سام في أن يتمكن سام ودين وكل حلفائهم من هزيمة تشاك. في النهاية يفقد سام أمله، ويعود تشاك بكامل قوته وتغادر إيلين للتعامل مع الأحداث التي وضعها تشاك والتي جعلتها بيدقًا يستخدمه ضد سام.
مع عودة تشاك إلى صحته الكاملة، يتخلص من كل الحظ الذي كان لدى سام ودين والذي منعهما من تجربة أشياء طبيعية مثل نزلات البرد الشائعة أو وجع الأسنان، وذلك ردًا على مكالمة من جارث. بعد إنقاذ سام ودين، يخبر جارث الأولاد بمكان في ألاسكا يتعامل مع الحظ. يكتشف سام أنهم يتعاملون مع إلهة الحظ وبعد لعبة بلياردو عالية المخاطر بين الإلهة وسام، حيث يخسر سام، يتم استعادة حظ دين وسام حيث تريد إلهة الحظ التعامل مع تشاك.
في الحلقة الأخيرة من المسلسل، بعد وفاة دين، يترك سام المخبأ للأبد، ويأخذ معه كلبه ميراكل. على مر السنين، يكون لسام عائلة وابن، أطلق عليه اسم أخيه، يكبر ويموت لأسباب طبيعية. بعد وفاة سام، يجتمع هو ودين في الجنة.

## القوى والقدرات
القدرات الخارقة التي يمتلكها سام هي نتيجة لإطعامه دم شيطان أزازيل عندما كان رضيعًا. يُظهر سام علامات استبصار طوال الموسم الأول، والتي تتجلى في أحلام موت الآخرين وفي وقت لاحق في رؤى.  أظهر سام أيضًا علامات استشعار الأرواح، بمجرد إظهار التحريك الذهني، والحصانة ضد قوى شيطانية معينة.  يذكر سام أن قدراته مرتبطة بأزازيل وأي شيء متعلق بأفعاله، مثل الأطفال المميزين الآخرين .  تم إثبات هذه الحجة بعد وفاة أزازيل، حيث توقف سام عن رؤية كل من الشيطان والوسطاء النفسيين الآخرين،  ومع ذلك، وفقًا لروبي، كانت قواه خاملة ببساطة.  بعد التدريب مع روبي، طور سام قدرات جديدة، مثل طرد الشياطين بعقله، وأصبحت قدرته على التحريك الذهني أكثر قوة.  من خلال شرب دماء الشياطين، أصبحت قوة سام أقوى، إلى الحد الذي يمكنه فيه قتل الشياطين بشكل مباشر وحتى تعذيبهم أثناء وجودهم في مضيفهم البشري؛ من خلال شرب ما لا يقل عن ثلاثة جالونات من دماء الشياطين، يمكنه قتل الشياطين بمجرد التركيز والرغبة في حدوث ذلك.  بعد تأثره بمجاعة الفارس، يستخدم سام قواه لهزيمته من خلال مهاجمة أرواح الشياطين التي استهلكتها المجاعة مؤخرًا، على الرغم من أن دين وبوبي أجبروا لاحقًا على حبس سام في غرفة الذعر لإزالة السموم.
بالإضافة إلى ذلك ، وبفضل التدريب الذي تلقاه من والده، أصبح سام مقاتلًا ماهرًا، ويتقن استخدام الأسلحة الناريةوالبنادق والأسلحة المشاجرة. ومثله كمثل شقيقه دين، فإنه يمتلك العديد من القدرات التي لا يستحسنها القانون، بما في ذلك على سبيل المثال لا الحصر: فتح الأقفال، واختراق أجهزة الكمبيوتر ، والاحتيال المقنع، وسرقة السيارات . وطوال السلسلة، أظهر سام أنه يتمتع بذكاء شديد في قراءة وتذكر التعاويذ اللاتينية ، والتي يمكن استخدامها لاستدعاء وطرد الأرواح الشريرة والقضاء على الشياطين؛  وعادةً، عندما يعمل الشقيقان معًا، يكون دين هو المقاتل الجسدي المتفوق بينما تكمن خبرة سام في إجراء الأبحاث وتذكر المعلومات لتحديد طبيعة التهديد الذي يواجهانه حاليًا. ومن خلال روبي، يعرف كيفية صنع أكياس سداسية لإخفاء نفسه عن الشياطين والملائكة.  كما أظهر سام القدرة على قراءة "وجه البوكر" ولديه حس رائع بالاتجاه والوقت، وفي مرحلة ما كان قادرًا على العثور على عش مصاص دماء وهو معصوب العينين من خلال تتبع الوقت ومنعطفات السيارة.
== ر
وابط خارجية ==
- http://supernaturalwiki.com/[1]